# Kunstjahr 1938
Liste der Kunstjahre

1934 | 1935 | 1936 | 1937 | Kunstjahr 1938 | 1939 | 1940 | 1941 | 1942 | ►

Weitere Ereignisse
Dieser Artikel behandelt das Kunstjahr 1938.

## Ereignisse

### Ausstellungen

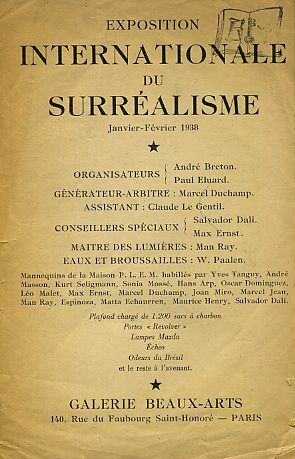
Handzettel zur Ausstellung in der Galerie Beaux-Arts, Paris

- 27. Januar bis 14. Februar: Die Exposition Internationale du Surréalisme, eine Ausstellung von Künstlern des Surrealismus, wird in der von Georges Wildenstein geführten Galerie Beaux-Arts in Paris durchgeführt. Organisatoren sind der französische Schriftsteller André Breton, der Kopf und Theoretiker der Surrealisten, sowie der bekannteste Poet der Bewegung, Paul Éluard. Die als Gesamtkunstwerk gestaltete Veranstaltung zeigt 229 Werke von 60 Ausstellern aus 14 Ländern und umfasst Gemälde, Kunstobjekte, Collagen, Fotografien und Installationen.

- Der Aborigine-Künstler Albert Namatjira hat in Melbourne seine erste Ausstellung, die rasch ausverkauft ist.

### Bildhauerei
- 25. August: In Uruguays Hauptstadt wird am Nationalfeiertag der an die erste Verfassung erinnernde Obelisk von Montevideo eingeweiht.

### Sonstiges
- 19. Juli: Salvador Dalí begegnet Sigmund Freud in dessen Londoner Wohnung und erklärt ihm die tiefenpsychologischen Aspekte des Surrealismus. Er malt bei dieser Gelegenheit das Bildnis Sigmund Freud.

- Der Kunstsammler Louis J. Caldor entdeckt und kauft in Hoosick Falls, New York, erstmals Werke von Grandma Moses.
- Mit dem Bildnis Tag und Nacht beginnt die Periode der Metamorphosen von M. C. Escher.

## Geboren
- 07. Januar: Roland Topor, französischer Autor, Schauspieler und Maler († 1997)
- 19. Januar: Manfred Osten, deutscher Autor und Kulturhistoriker
- 23. Januar: Georg Baselitz, deutscher Maler und Bildhauer
- 25. Januar: Leiji Matsumoto, japanischer Mangaka († 2023)

- 21. Februar: Karl Horst Hödicke, deutscher Maler († 2024)
- 24. Februar: Jürgen Günther, deutscher Comiczeichner († 2015)
- 28. Februar: Klaus Staeck, deutscher Grafiker

- 03. März: Bruno Bozzetto, italienischer Cartoonanimator
- 15. März: Jürgen Schweinebraden, Galerist und Publizist († 2022)
- 25. März: Daniel Buren, französischer Maler und Bildhauer

- 02. April: Martine Franck, belgische Fotografin († 2012)
- 21. April: Nodar Kantscheli, russischer Bauingenieur († 2015)
- 29. April: Klaus Voormann, deutscher Musiker und Grafiker

- 08. Mai: Jean Giraud, französischer Comic-Zeichner († 2012)
- 13. Mai: Horst Tappe, deutscher Fotograf († 2005)
- 16. Mai: Ivan Sutherland, US-amerikanischer Pionier der Computergrafik
- 20. Mai: Astrid Kirchherr, Fotografin und Künstlerin († 2020)

- 27. Juni: Konrad Kujau, Maler, Fälscher der Hitler-Tagebücher († 2000)

- 02. Juli: Manfred Sondermann, deutscher Karikaturist
- 24. Juli: Eugene James Martin, US-amerikanischer Künstler († 2005)
- 26. Juli: Lothar Böhme, deutscher Maler

- 29. August: Hermann Nitsch, österreichischer Maler und Aktionskünstler

- 01. September: Per Kirkeby, dänischer Maler († 2018)
- 14. September: Raymond-Émile Waydelich, französischer Maler, Bildhauer und Aktionskünstler († 2024)
- 27. September: Günter Brus, österreichischer Aktionskünstler und Maler († 2024)

- 10. Oktober: Daidō Moriyama, japanischer Fotograf
- 19. Oktober: Jörn Rüsen, deutscher Historiker und Kulturwissenschaftler

- 23. November: Herbert Achternbusch, deutscher Schriftsteller, Filmregisseur und Maler († 2022)

## Gestorben

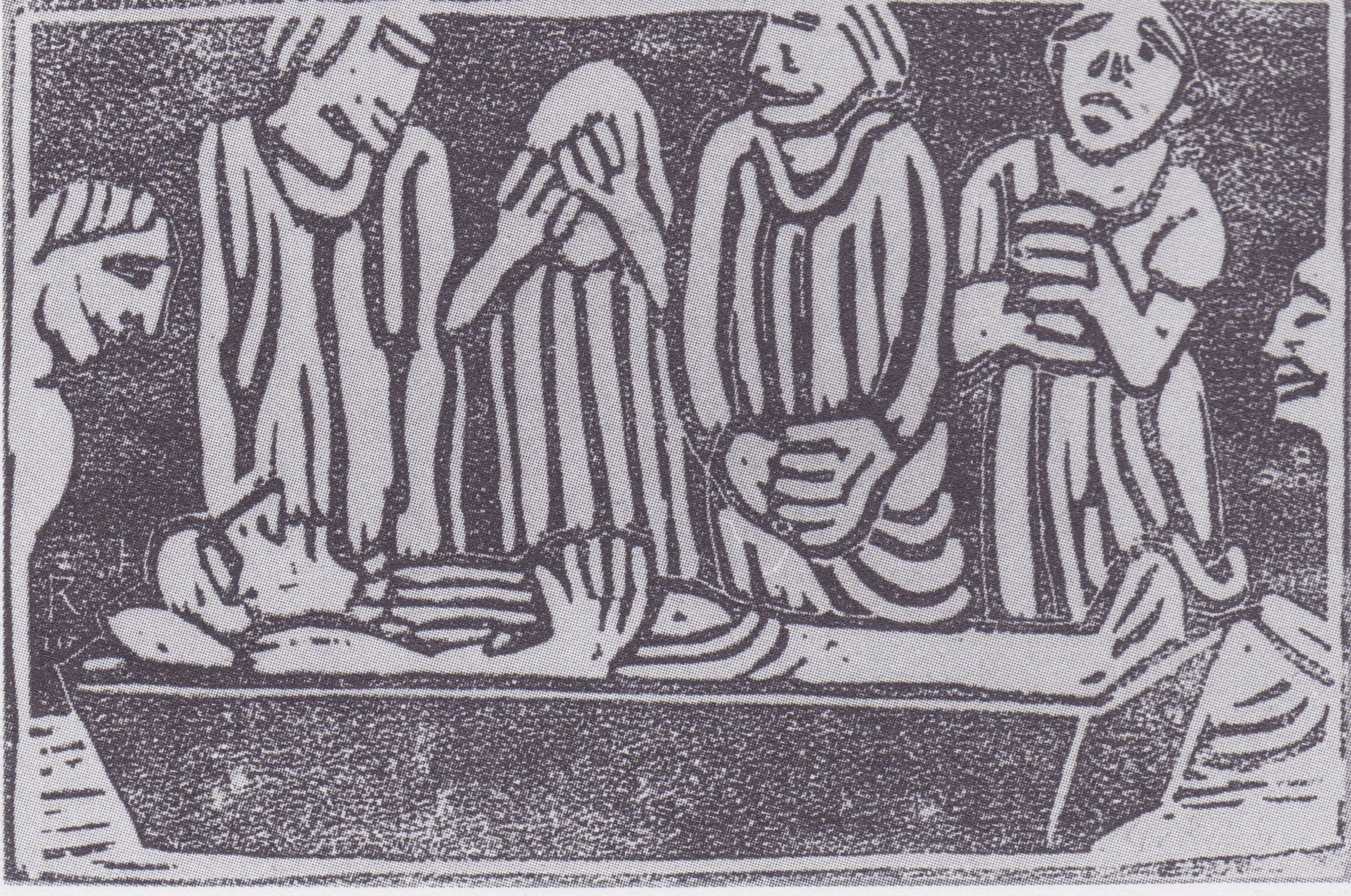
Totenklage von Christian Rohlfs

- 08. Januar: Christian Rohlfs, deutscher Maler (* 1849)
- 06. Februar: Marianne von Werefkin, russische Malerin (* 1860)
- 12. Februar: Paolo Troubetzkoy, italienisch-russischer Bildhauer (* 1866)
- 17. März: Ernst Deutsch-Dryden, österreichischer Grafik- und Modedesigner (* 1887)

- 07. April: Suzanne Valadon, französische Malerin (* 1865)

- 15. Juni: Ernst Ludwig Kirchner, deutscher Maler (* 1880)

- 13. Oktober: Elzie Segar, amerikanischer Comiczeichner (* 1894)
- 24. Oktober: Ernst Barlach, deutscher Bildhauer (* 1870)

- 30. November: Hugo Helbing, deutscher Kunsthändler und Auktionator (* 1863)

- 24. Dezember: Bruno Taut, deutscher Architekt und Stadtplaner (* 1880)
- 25. Dezember: Theodor Fischer, deutscher Architekt und Stadtplaner (* 1862)
- 27. Dezember: Susan Macdowell Eakins, US-amerikanische Malerin, Fotografin und New Woman (* 1851)

- Elmina Moissán, chilenische Malerin (* 1897)